# Текстура лінзова

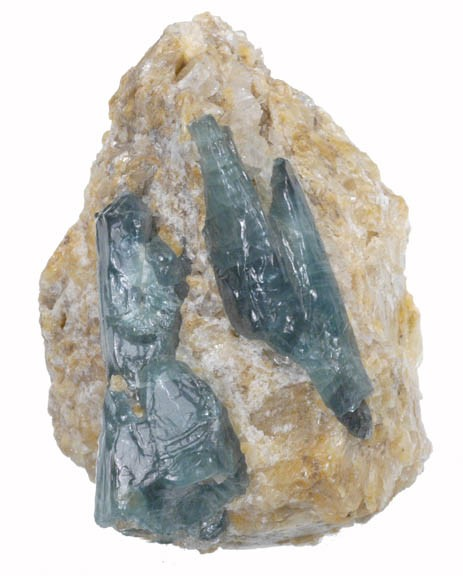
польовий шпат і апатит.

ТЕКСТУРА ЛІНЗОВА (ЛІНЗОПОДІБНА) – різновид текстури гірських порід. Текстура метаморфічних гірських порід, яка характеризується наявністю паралельно орієнтованих великих або дрібних, товстих або пласких лінз, що складаються з твердих мінералів (кварц, польовий шпат, ґранат), в більш дрібнозернистій масі, як правило збагаченій пластинчатими або голчастими мінералами (слюда, хлорит, тальк, рогова обманка тощо). Син.: текстура сочевична.